# Savenès
Savenès település Franciaországban, Tarn-et-Garonne megyében. Lakosainak száma 828 fő (2022. január 1.). Savenès Verdun-sur-Garonne, Le Burgaud, Aucamville, Beaupuy és Bouillac községekkel határos.

## Népesség
A település népessége az elmúlt években az alábbi módon változott:
| Lakosok száma | 778  | 795  | 811  | 803  | 807  | 811  | 815  | 820  | 828  |
|               | 2013 | 2015 | 2016 | 2017 | 2018 | 2019 | 2020 | 2021 | 2022 |